# Manastir Kuveždin (emisija)
Manastir Kuveždin je televizijski esej u trajanju od 29 minuta o manastiru Kuveždinu jedinom manastiru posvećenom Svetom Savi na prostoru Srbije, reditelja Slobodana Ž. Jovanovića, a u proizvodnji Radio-televizije Srbije, 2004. godine. Povod je rekonstrukcija na koji je manastir čekao 50 godina, kao i podizanje kupole i zvona na manastirskoj crkvi.

## Autorska ekipa
- Reditelj Slobodan Ž. Jovanović
- Adaptacija teksta Slobodan Ž. Jovanović
- Scenario Slobodan Ž. Jovanović
- Direktor fotograf. Miodrag Pavlović

## Učestvuju
- Jadranka Nanić Jovanović
- Dragan Petrović

## Spoljašnje veze
- Manastir Kuveždin на веб-сајту  (језик: енглески)
- Manastir Kuveždin (dokumentarna emisija) на веб-сајту